# Розенгартен (поэма)
«Розенгартен» (Розовый сад, нем. Rosengarten zu Worms) — средневековая немецкая поэма (1295), весьма популярная, с оригинальной фигурой монаха Ильзана. 
Содержание: в Вормсе, в прекрасном розовом саду живёт Кримхильда, оберегаемая Зигфридом и бургундцами. Дитрих Бернский, при помощи брата, монаха Ильзана, овладевает Кримхильдой. Ильзан 20 лет провёл в монастыре и поседел. Аббат отпускает его в поход. Монахи проклинают Ильзана за полученные от него побои и оскорбления. Ильзан бросает монашеский клобук в траву, валяется по земле в диком веселье и раздает удары встречным. В нём пробуждается старая отвага и страсть к битвам. После победы Ильзан целует Кримхильду и растирает её лицо до крови своей грубой бородой. Он получает в награду венок из роз, возвращается в монастырь, бьёт монахов, требует от них, чтобы они помогли ему покаяться в грехах, а когда монахи отказались, то Ильзан связывает их за бороды и вешает всех на одной виселице. 
В Германии долго (ещё в XVII веке) ходили рассказы о саде роз в Вормсе. В течение столетий Ильзан был популярен. Его изображения встречаются на гравюрах XV и XVI столетий. Рабле и Фишарт, по-видимому, воспользовались некоторыми рассказами об Ильзане.